# Mahmud al-Nuqrashi
Mahmūd Fahmī al-Nuqrāshī Pascià (in arabo محمود فهمي النقراشي باشا‎?; Alessandria d'Egitto, 26 aprile 1888 – Il Cairo, 28 dicembre 1948) è stato un politico egiziano.
Dopo alcuni incarichi di minor conto, fu nominato ministro delle Comunicazioni nel 1930. Servì più tardi come Primo ministro del suo Paese tra il 1945 e il 1946 e, ancora una volta, dal 1946 al 1948.
Nel corso del suo Premierato, l'Egitto entrò a far parte dell'Organizzazione delle Nazioni Unite (ONU), fu istituita la Banca Industriale Egiziana, fu costituita la Società Elettrica del Cairo e fu fondata l'Accademia Militare della Marina egiziana ad Alessandria.
Fu assassinato con cinque colpi di revolver da uno studente di Medicina, ʿAbd al-Majīd Ḥasan, appartenente alla Fratellanza Musulmana, mentre era in carica.